# Carrizo Hill
Carrizo Hill è un Census-designated place degli Stati Uniti d'America, situato nella contea di Dimmit dello Stato del Texas.
La popolazione era di 548 persone al censimento del 2000.

## Storia
La città è stata fondata nel 2000.

## Geografia fisica
Carrizo Hill è situata a 28°30′12″N 99°49′40″W (28.503386, -99.827670).
Secondo lo United States Census Bureau, ha un'area totale di 0,5 miglia quadrate (1,3 km²).
La comunità si trova sulla U.S. Route 83 ed è adiacente all'aeroporto di Dimmit County.

## Società

### Evoluzione demografica
Secondo il censimento del 2000, c'erano 548 persone, 154 nuclei familiari e 135 famiglie residenti nella città. La densità di popolazione era di 1.131,1 persone per miglio quadrato (440,8/km²). C'erano 185 unità abitative a una densità media di 381,9 per miglio quadrato (148,8/km²). La composizione etnica della città era formata dall'82,30% di bianchi, lo 0,55% di afroamericani, lo 0,73% di nativi americani, lo 0,36% di asiatici, il 14,23% di altre razze, e l'1,82% di due o più etnie. Ispanici o latinos di qualunque razza erano il 93,25% della popolazione.
C'erano 154 nuclei familiari di cui il 57,1% aveva figli di età inferiore ai 18 anni, il 71,4% erano coppie sposate conviventi, l'11,0% aveva un capofamiglia femmina senza marito, e l'11,7% erano non-famiglie. Il 9,7% di tutti i nuclei familiari erano individuali e il 5,2% aveva componenti con un'età di 65 anni o più che vivevano da soli. Il numero di componenti medio di un nucleo familiare era di 3,56 e quello di una famiglia era di 3,82.
La popolazione era composta dal 39,4% di persone sotto i 18 anni, il 10,2% di persone dai 18 ai 24 anni, il 25,0% di persone dai 25 ai 44 anni, il 20,3% di persone dai 45 ai 64 anni, e il 5,1% di persone di 65 anni o più. L'età media era di 26 anni. Per ogni 100 femmine c'erano 106,0 maschi. Per ogni 100 femmine dai 18 anni in giù, c'erano 93,0 maschi.
Il reddito medio di un nucleo familiare era di 14.167 dollari, e quello di una famiglia era di 17.273 dollari. I maschi avevano un reddito medio di 23.750 dollari contro i 14.861 dollari delle femmine. Il reddito pro capite era di 22.860 dollari. Circa il 50,8% delle famiglie e il 42,6% della popolazione erano sotto la soglia di povertà, incluso il 29,1% di persone sotto i 18 anni e il 66,7% di persone di 65 anni o più.